# Städtisches Siebengebirgsgymnasium
Das Städtische Siebengebirgsgymnasium (kurz: SIBI) ist ein öffentliches Gymnasium in Bad Honnef im nordrhein-westfälischen Rhein-Sieg-Kreis. Es ist eine wirtschaftsorientierte Schule, die von der Trappen-Stiftung unterstützt wird. Das Siebengebirgsgymnasium wird von 1000 Schülern besucht, die von etwa 80 Lehrkräften unterrichtet werden.
Das Siebengebirgsgymnasium umfasst auch das Feuerschlößchen aus dem Jahr 1906.

## Geschichte
Der Ursprung des Siebengebirgsgymnasiums liegt im Jahre 1899, als Franz Aretz aus Kerpen eine private höhere Knabenschule mit 18 Schülern der Sexta gründete. Es gab noch kein eigenes Schulgebäude, deshalb wurden einige Räume gemietet, bis 1900 im ehemaligen Gemeindehaus Hontes. Am 27. März 1913 beschloss die Stadtverordnetenversammlung, die private Schule ab 1. April 1913 als städtische höhere Knabenschule weiterzuführen. Die Schule wurde am 12. Oktober 1918 zu einem Progymnasium ernannt und somit in das Verzeichnis der militärberechtigten Lehranstalten aufgenommen. Am 22. April 1925 wurde sie als eine Vollanstalt anerkannt und die Schüler durften dort ab Ostern 1926 zum ersten Mal ihre Reifeprüfung ablegen.
Bis Ostern 1937 hatte es in Bad Honnef nur Schulen gegeben, in denen Mädchen und Jungen getrennt unterrichtet wurden, doch die Mädchenschulen wurden geschlossen. Angesichts der Tatsache, dass die schulische Versorgung der Mädchen konkret gefährdet war, wurden die Mädchen in der Knabenschule aufgenommen. Im Jahre 1959 war die Anzahl der Schüler so hoch, dass ein eigenes Schulgebäude, das heutige Siebengebirgsgymnasium, errichtet werden musste.

## Besonderheiten

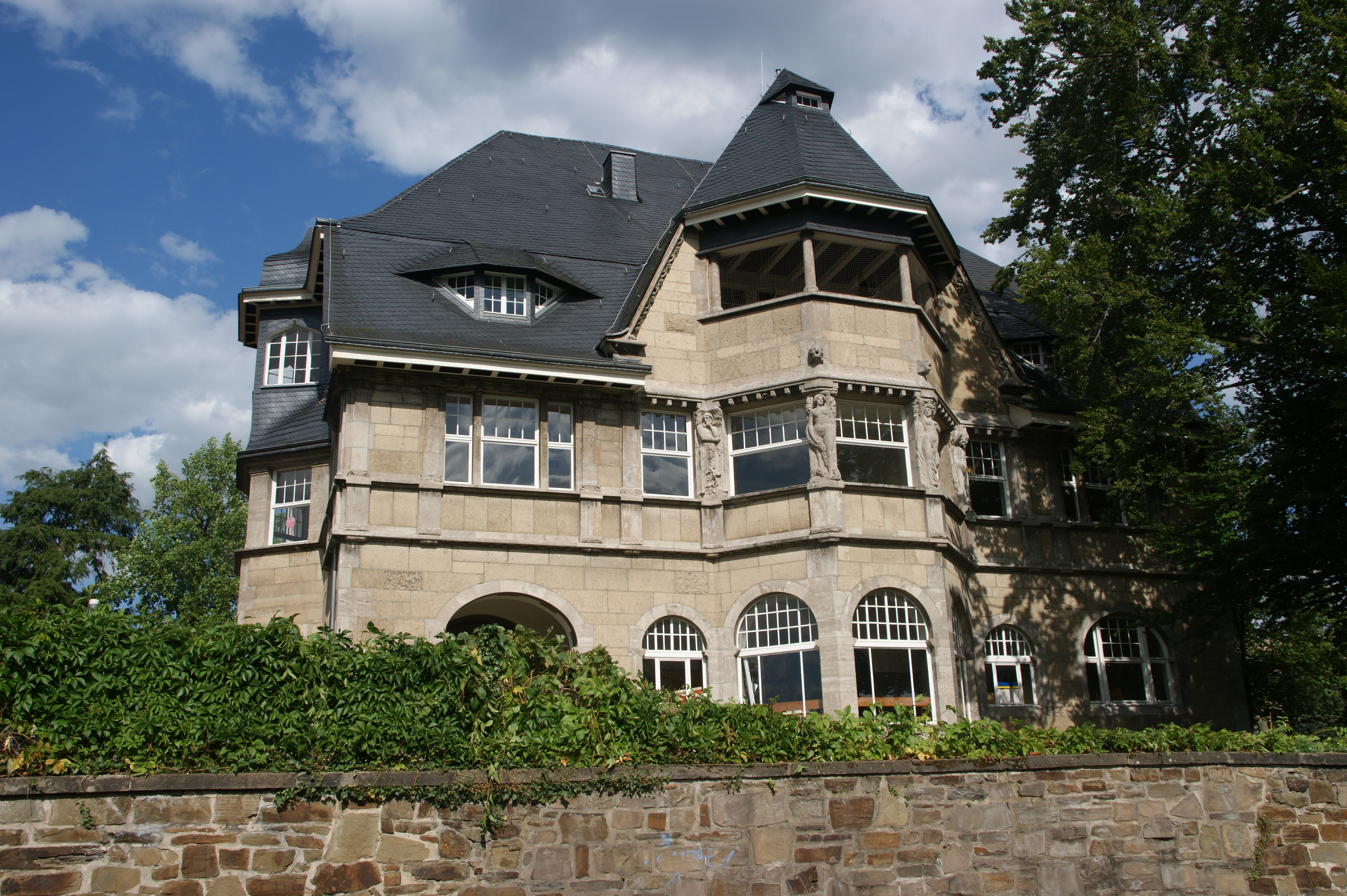
Feuerschlösschen

Durch die finanzielle Unterstützung der Trappen-Stiftung (gegründet von Hans Trappen) wird die wirtschaftliche Ausrichtung am Siebengebirgsgymnasium ermöglicht. Daher wird als Differenzierungsfach in den Jahrgangsstufen 8 und 9 unter anderem die Fächerkombination Wirtschaft-Informatik angeboten. Dazu verfügt das SIBI über drei Informatikräume; die Ausstattung des dritten Informatikraumes im Feuerschlösschen mit 20 Rechnern wurde vom Förderverein finanziert.
Im Feuerschlösschen befinden sich außerdem die Übermittagsbetreuung „SIBI-Plus“ und das Studio der Radio-AG des SIBI. Die Radio-AG sendet zu besonderen Anlässen, wie z. B. Schulfest und Tag der offenen Tür, Musik und Berichte auf dem eigenen Sender „Antenne SIBI“. Einige der von den Mitgliedern selbst erstellten Werbespots zum Thema Verkehrssicherheit wurden von Radio Bonn/Rhein-Sieg übernommen und gesendet.
Insgesamt werden am SIBI etwa 30 AGs angeboten u. a. die Schülerzeitung SinnBild, die dreimal im Jahr erscheint. In der Südafrika-AG wird Geld für Projekte in Afrika gesammelt. Diese Projekte werden von Mitgliedern der AG dort vor Ort ausgeführt. Es besteht die Möglichkeit, das international anerkannte Französisch-Zertifikat DELF zu erlangen. Außerdem kann man in den Jahrgangsstufen 10 bis 12 am Wirtschaftswettbewerb „Business@school“ teilnehmen.
Schüleraustauschprojekte bestehen mit einer Schule in Frankreich (Berck-sur-Mer).

## Persönlichkeiten (Lehrer und Schüler)
- Helmut Arntz, Indogermanist und Runologe, Abitur 1930
- August Haag, Heimatforscher, Lehrer an der Schule von 1918 bis 1956 und langjähriger Schulleiter
- Peter Hintze, CDU-Politiker
- Otto Neuhoff, Bürgermeister von Bad Honnef
- Sebastian Pufpaff, Kabarettist
- Franzjosef Schneider, Heimatdichter
- Eberhard Pohl, deutscher Diplomat, Abitur 1972
- Jonathan Grunwald, Politiker (CDU) und Landtagsabgeordneter, Abitur 2002
- Annika Trappmann, Deutscher Umweltpreisträgerin, Abitur 2011
- Werner Vreden, Bauingenieur, Abitur 1942
- Karl Günter Werber, Buchhändler und Heimatforscher, Abitur 1951
- Hans-Joachim Behrendt, Schlagzeuger bei u. a. Ideal